# مارك هايمان
مارك هايمان (بالإنجليزية: Mark Heyman)‏ (مواليد 26 نوفمبر 1979) هو كاتب سيناريو ومنتج أفلام أمريكي. اشتهر بالمشاركة في كتابة البجعة السوداء (2010)، والتوأم الهيكل العظمي (2014) والبعبع (2023). كما أنشأ المسلسل التلفزيوني ملاك غريب الذي تم بثه على قناة باراماونت+ لمدة موسمين.

## وصلات خارجية
- مارك هايمان على موقع IMDb (الإنجليزية)
- مارك هايمان على موقع ألو سيني (الفرنسية)
- مارك هايمان على موقع أول موفي (الإنجليزية)
- مارك هايمان على موقع قاعدة بيانات الأفلام السويدية (السويدية)
- مارك هايمان على موقع قاعدة بيانات الفيلم (الإنجليزية)
- مارك هايمان على موقع كينوبويسك (الروسية)